# Beyond Magnetic
A Beyond Magnetic az amerikai heavy metal együttes, a Metallica második középlemeze (EP).
A négy napon át tartó, 30. évfordulós koncertnapokon egyesével mutatták be a számokat, a különleges koncertek után jelentek meg néhány nap elteltével először a "Met Club" tagoknak ingyenesen, majd világszerte fizetősen. Eredetileg exkluzívan az iTunes-on jelent meg digitális formában, 2011. december 13-án. Mind a négy szám a Death Magnetic felvételekor készült, de mindeddig nem jelentek meg. A Beyond Magnetic 2012. január 30-án jelent meg világszerte CD formában, és az ezt követő nap az Egyesült Államokban. Az albumból egyedül az Egyesült Államokban 210 000 példány kelt el 2016 szeptemberétől kezdődően.

## Megjelenés
Az együttes az alábbit nyilatkozta a középlemezről:
|  | „During the Death Magnetic album sessions in 2007 and 2008, we originally recorded 14 songs. When it came time to pick the songs for the final album, we decided on 10 songs that you've all come to know over the last three years... Some of you may have heard bits and pieces of those other songs on 'Mission Metallica' (remember 'Mission Metallica'?!) or heard rumors about them during the recording process, and wondered, 'What ever happened to those other four songs???.' We kept them in the vault and decided to pull them just for this special celebration, so here are the four leftover tracks from the Death Magnetic sessions. They are ROUGH mixes, unfinished to their original degree of mixing from March '08. These four songs were released as a gift to our closest fans, the members of our Fan Club, to enjoy. Now they're being made available to you.” |
|  | |

2012. január 3-án a Metallica bejelentette, hogy a Beyond Magnetic CD kiadása Amerikában majd csak január 31-én jelenik meg, mindenhol máshol viszont január 30-án. Egy vinyl/bakelitlemez is lett bejelentve, április 21-én jelent meg a Record Store Day-t ünnepelve.

## Fogadtatás
A Beyond Magnetic értékelése nagymértékben pozitív. AllMusic 4 csillagos értékelést adott az 5-ből, és értékelő Stephen Erlewine a középlemezt olyan hatásosnak/meggyőzőnek nevezte, mint a 2008-as Death Magnetic albumukat.
A kiadás utáni első hetében a Beyond Magneticből 36 000 példány kelt el, és a 32. helyet érte el a Billboard 200-on. Az albumból az Egyesült Államok-ban 210,000 példány kelt el 2016. szeptemberétől tekintve.

## Számlista
1. "Hate Train" 6:59
2. "Just a Bullet Away" 7:11
3. "Hell and Back" 6:57
4. "Rebel of Babylon" 8:01

Összhossz: 29 perc 8 másodperc.

## Stáblista
Írás, előadás és a produkciós stáblista az albumborító belső bal oldalán lévő szövegéhez alkalmazkodik.

### Személyzet

#### Metallica
- James Hetfield – vokál, ritmusgitár, vezető/szólógitár on "Just a Bullet Away"-en
- Kirk Hammett – vezető/szólógitár, ritmusgitár a "Just a Bullet Away"-en
- Robert Trujillo – basszusgitár
- Lars Ulrich – dob

#### Gyártás
- Rick Rubin – producer
- Lindsay Chase – produkciós koordinátor
- Kent Matcke – produkciós koordinátor (csak a Metallica-székhelyen)
- Greg Fidelman – felvétel
- Mike Gillies – felvétel
- Sara Lyn Killion – felvételasszisztens
- Joshua Smith – felvételasszisztens
- Adam Fuller – felvételasszisztens
- Vlado Meller – masterelés

#### Illusztrációs anyagok
- Anton Corbijn – fotók

### Stúdiók
- Sound City Studios, Los Angeles, California – felvétel
- Shangri La, Malibu, California – felvétel
- HQ, San Rafael, California – felvétel
- Masterdisk – masterelés

## Slágerlista

### Heti slágerlista
| Chart (2011) | Peak position |
| ------------ | ------------- |
| 19           | 19            |
| 29           | 29            |
| 22           | 22            |
| 12           | 12            |
| 50           | 50            |
| 22           | 22            |
| 23           | 23            |
| 44           | 44            |
| 8            | 8             |
| 13           | 13            |
| 1            | 1             |
| 32           | 32            |
| 2            | 2             |
| 5            | 5             |
| 2            | 2             |
| 6            | 6             |
| 6            | 6             |

### Év-végi slágerlista
| Chart (2012)                   | Position |
| ------------------------------ | -------- |
| US Top Rock Albums (Billboard) | 54       |

## Kiadási történet
| Region        | Date              | Label        | Format  |
| ------------- | ----------------- | ------------ | ------- |
| Worldwide     | December 13, 2011 | Warner Bros. | digital |
| International | January 30, 2012  | Warner Bros. | CD      |
| United States | January 31, 2012  | Warner Bros. | CD      |
| North America | April 21, 2012    | Warner Bros. | Vinyl   |